# Patio Pina-Bausch
Le Patio Pina Bausch est une voie située dans le quartier des Halles du 1er arrondissement de Paris. Il s'agit de l'ancienne place Basse, en tant que partie la plus basse du patio principal du Forum des Halles.

## Situation et accès
La place est située entre les paliers des portes Lescot et Berger, les rues Basse et des Bons-Vivants, le long du passage des Verrières, au niveau – 3 du secteur Forum Central des Halles (Forum des Halles).

## Origine du nom

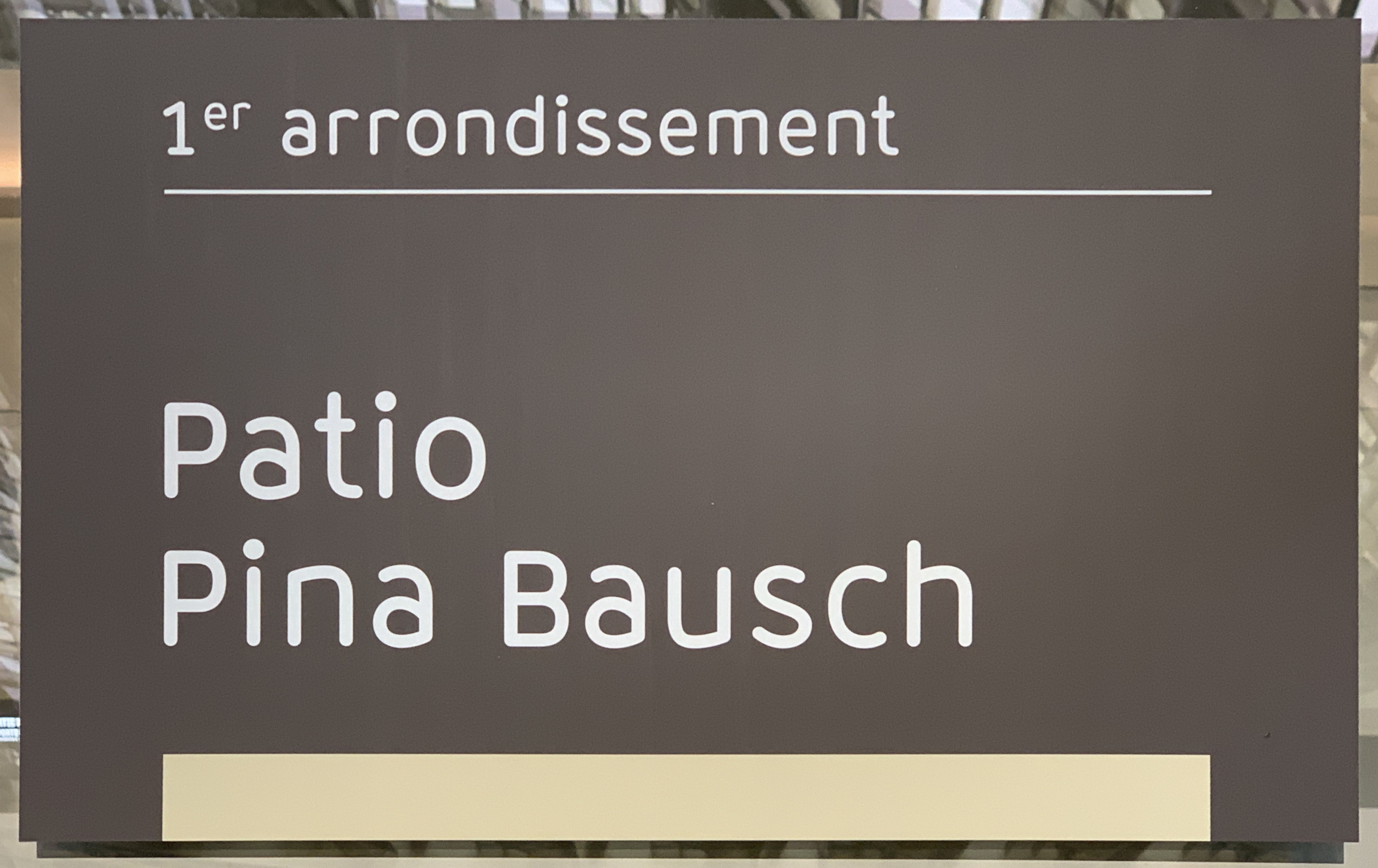
Plaque de la place.

Son nom rend hommage à la danseuse et chorégraphe Pina Bausch (1940-2009).

## Historique
La place est créée en 2013 lors du réaménagement du secteur central du forum des Halles, situé au niveau – 3 de ce dernier, à l'intersection de la porte Berger, de la rue Basse et de la porte Lescot. Elle remplace la place Basse créée et dénommé par l'arrêté municipal du 18 décembre 1996. La sculpture Pyegemalion de Julio Silva a été placée au centre de la place Basse. Elle prend son nom actuel par délibération municipale des 16, 17 et 18 décembre 2013.